# Гамага Віра Степанівна
Віра Степанівна Гамага (до шлюбу Баганич; нар. 5 квітня 1937, смт Воловець, нині Закарпатська область — пом. 22 березня 2018.) — українська співачка, фольклористка. Заслужена артистка України (2017). Почесна громадянка Воловця.
Першою виконала пісню «Гей, пливе кача по Тисині» на професійній сцені у 1960-х роках, а в 1972 році записала її на платівку фірми «Мелодія».

## Життєпис
Віра Баганич народилася 5 квітня 1937 року в смт Воловець Закарпатської області найстаршою донькою у багатодітній сім'ї. З дитинства багато співала.
Першою вчителькою Віри Баганич була Катерина Петрівна Мадяр — керівниця хору, який працював при клубі Воловця, яка залучила її до концертної діяльності. У 16 років Віра Баганич здобула перемогу на Закарпатському обласному конкурсі народної самодіяльності. Нагороджена була дипломом І ступеня на Республіканському огляді-конкурсі самодіяльного мистецтва України, коли їй виповнилося 23 роки.
У 1961 році головний диригент Державного заслуженого Закарпатського народного хору Михайло Кречко запросив Віру Баганич до свого колективу, де вона відразу стала однією із провідних солісток.
Разом із Закарпатським народним хором Віра Баганич концертувала по всьому СРСР та країнах Європи.
Віра Баганич здобула диригентську освіту.
Коли Михайло Кречко залишив колектив, новий керівник хору переглядає репертуарну політику: з ідеологічних міркувань закарпатську народну баладу витісняє піснями радянської тематики та російськими піснями. Це спричинило до творчого конфлікту. Віра Баганич перестає бути солісткою Закарпатського народного хору в 1979 році.
У 1979–1995 роках Віра Баганич працювала у системі готелю «Інтурист-Закарпаття». У 1980–1990 роках Віра Баганич захопилася ідеєю записати та зберегти закарпатські народні пісні, старовинні балади свого роду і співочого верховинського краю. Разом із працівниками Воловецького районного будинку культури Марією Малильо та Іваном Щербеєм фіксує носіїв народної традиції на магнітофон, здійснює низку експедицій у села Тишів, Завадка, Розтока, Верхні Ворота та Кічерний Воловецького району.
У 2001 році Віра Баганич видала збірник «Співає Віра Баганич». До нього разом із Леонтієм Ленартом (цимбали) та Юрієм Філіпом (басоля) записала і видала у Києві однойменну аудіокасету. Після майже двадцятирічної перерви Віра Баганич повернулася в музичне мистецтво, відновила концертне життя. Вона виконувала закарпатські балади в Чехії, Словаччині, Польщі, Угорщині та Румунії.
У 2012 році Віра Баганич відзначена дипломом та грамотою V Всесвітніх бойківських фестин, стала членом творчого об'єднання «Письменники Бойківщини».
У 2017 році нагороджена почесною відзнакою Закарпатської обласної державної адміністрації.
22 березня 2018 року Віра Баганич пішла з життя.

## Сім'я
Чоловік — Олександр Гамага, колишній артист капели бандуристів, соліст хору. Син — Тарас Гамага, актор Закарпатського обласного музично-драматичного театру.

## Доробок
- 2001 «Співає Віра Баганич» (аудіокасета)
- 2017 «Понад Плаєм, Плаєм…»